# Let's Go (guide)
Let's Go est une collection de guides de voyage fondée en 1960 et entièrement gérée par des étudiants de l'université Harvard. Son siège se trouvait à Cambridge (Massachusetts).